# Olympische Winterspiele 2022/Teilnehmer (Kolumbien)
| Gelbes Symbol für Goldmedaillen mit stilisierten Olympischen Ringen | Graues Symbol für Silbermedaillen mit stilisierten Olympischen Ringen | Braundes Symbol für Bronzemedaillen mit stilisierten Olympischen Ringen |
| ------------------------------------------------------------------- | --------------------------------------------------------------------- | ----------------------------------------------------------------------- |
| —                                                                   | —                                                                     | —                                                                       |

Kolumbien nahm an den Olympischen Winterspielen 2022 in Peking mit drei Sportlern, davon eine Frau und zwei Männer, in drei Sportarten teil. Es war die dritte Teilnahme des Landes an Olympischen Winterspielen.

## Teilnehmer nach Sportarten

### Eisschnelllauf
| Athleten    | Wettbewerbe | Halbfinale | Halbfinale | Finale        | Finale        | Rang          |
| Athleten    | Wettbewerbe | Punkte     | Rang       | Punkte        | Rang          | Rang          |
| ----------- | ----------- | ---------- | ---------- | ------------- | ------------- | ------------- |
| Frauen      |             |            |            |               |               |               |
| Laura Gómez | Massenstart | 0          | 11         | ausgeschieden | ausgeschieden | ausgeschieden |

### Ski Alpin
| Athleten        | Wettbewerb   | Lauf 1      | Lauf 1 | Lauf 2        | Lauf 2        | Gesamt        | Gesamt        |
| Athleten        | Wettbewerb   | Zeit        | Rang   | Zeit          | Rang          | Zeit          | Rang          |
| --------------- | ------------ | ----------- | ------ | ------------- | ------------- | ------------- | ------------- |
| Männer          |              |             |        |               |               |               |               |
| Michael Poettoz | Riesenslalom | 1:12,83 min | 36     | 1:17,19 min   | 30            | 2:30,02 min   | 31            |
| Michael Poettoz | Slalom       | DNF         | DNF    | ausgeschieden | ausgeschieden | ausgeschieden | ausgeschieden |

### Skilanglauf
| Athleten               | Wettbewerbe    | Zeit        | Rang |
| ---------------------- | -------------- | ----------- | ---- |
| Männer                 |                |             |      |
| Carlos Andrés Quintana | 15 km Freistil | 55:41,9 min | 95   |

| Athleten               | Wettbewerbe | Qualifikation | Qualifikation | Viertelfinale | Viertelfinale | Halbfinale    | Halbfinale    | Finale        | Finale        | Rang |
| Athleten               | Wettbewerbe | Zeit          | Rang          | Zeit          | Rang          | Zeit          | Rang          | Zeit          | Rang          | Rang |
| ---------------------- | ----------- | ------------- | ------------- | ------------- | ------------- | ------------- | ------------- | ------------- | ------------- | ---- |
| Männer                 |             |               |               |               |               |               |               |               |               |      |
| Carlos Andrés Quintana | Sprint      | 4:08,66 min   | 88            | ausgeschieden | ausgeschieden | ausgeschieden | ausgeschieden | ausgeschieden | ausgeschieden | 88   |